# Josef Zeman (piłkarz)
Josef Zeman (ur. 23 stycznia 1915 w Drunčach, zm. 3 maja 1999 w Czeskich Budziejowicach) – czechosłowacki piłkarz grający na pozycji napastnika, reprezentant kraju, trener.

## Kariera piłkarska
Jozef Zeman karierę piłkarską rozpoczął w juniorach SK České Budějovice. Profesjonalny kontrakt z tym klubem podpisał w 1932 roku i występował w nim do 1936 roku oraz zdobył z tym klubem mistrzostwo protekroratu Czech i Moraw. Potem przez kilka miesięcy reprezentował barwy SK Plzeň.
Następnie został zawodnikiem Sparty Praga, w którym występował do 1943 roku. Z tym klubem zdobył w 1936/1937 mistrzostwo Czechosłowacji, a także dwukrotnie Puchar Czechosłowacji (1940, 1943) oraz Puchar kraju środkowoczeskiego w 1939 roku. Potem podpisał kontrakt z SK Pardubice, skąd w 1944 roku przeniósł się do SK Nusle.
Po zakończeniu II wojny światowej reprezentował barwy Čechii Karlín (1945–1946) i SK Česki Budějovice, gdzie w 1948 roku zakończył piłkarską karierę.

## Kariera reprezentacyjna
W reprezentacji zadebiutował 1 grudnia 1937 roku na White Hart Lane w Londynie w przegranym 4:5 meczu towarzyskim z Anglią i w którym Zeman strzelił swojego pierwszego gola w reprezentacji.
Awansował z reprezentacją na Mmundial 1938 we Francji, gdzie Zeman wystąpił w meczu przeciwko Holandii (3:0) na Stade de la Cavée verte w Hawrze i strzelił gola na 2:0 w 110. minucie meczu. Był to ostatni występ Zemana w reprezentacji Czechosłowacji.

## Kariera trenerska
Josef Zeman po zakończeniu kariery piłkarskiej został trenerem. Dwukrotnie trenował Sokol JČE České Budějovice w 1949 roku oraz w latach 1957–1959 (pod nazwą Slavoj České Budějovice).

## Sukcesy piłkarskie

### SK České Budějovice
- mistrzostwo protekroratu Czech i Moraw: 1936

### Sparta Praga
- mistrzostwo Czechosłowacji: 1937
- Puchar Czechosłowacji: 1940, 1943
- Puchar kraju środkowoczeskiego: 1939

## Śmierć
Josef Zeman zmarł 3 maja 1999 w Czeskich Budziejowicach w wieku 84 lat.